# Hypofarynx
De hypofarynx is een deel van de farynx en vormt het onderste deel (hypo = 'onder'). Het wordt ook wel de laryngofarynx genoemd, omdat het dicht bij de larynx (het strottenhoofd) ligt.